# Paquito Cano
Francisco Cano, popularmente conocido  como Paquito Cano (Serón, Almería, 18 de abril de 1928), es un actor  y promotor inmobiliario español.
Paquito Cano realizó diferentes trabajos actorales, especialmente como actor cómico de zarzuelas y revistas, intervino en veinte películas y participó en el programa infantil de Televisión Española Antena infantil en el cual encarnó el personaje de Locomotoro por el que alcanzó popularidad. Tras dejar el mundo actoral en 1972 se dedicó a la promoción inmobiliaria.

## Biografía
Paquito Cano nació el 18 de abril de 1928 en el Puente de Vallecas, distrito de Madrid (España), aunque hay fuentes que señalan que nació en la población almeriense de Serón (Andalucía) y años más tarde se trasladó a Madrid.
Comenzó su andadura profesional en representaciones de teatro infantil, formando pareja artística junto a su hermano Isidro. Más tarde formó parte del elenco de actores en algunas zarzuelas y, finalmente, terminó especializándose en revistas. Dentro de este último género trabajó como actor cómico junto a Celia Gámez, entre otros, en los espectáculos como La cuarta de A. Polo, de Carlos Llopis; Cinco minutos nada menos y La hechicera en palacio. También cultivó el género de la comedia como Al final de la cuerda (1962), de Alfonso Paso.
En cine ha intervenido en una veintena de películas, algunas comedias y películas musicales, como Cuentos de la Alhambra (1950), de Florián Rey; Esa pareja feliz (1953), de Luis García Berlanga; La Revoltosa (1949); El niño de las monjas (1959); Buenos días, condesita (1967), de Luis César Amadori; La corista (1960), con Marujita Díaz;  El arte de casarse (1966); El astronauta (1970), con Tony Leblanc y En un mundo nuevo (1972), de Fernando García de la Vega y Ramón Torrado.
Sin embargo, el personaje que le proporcionó mayor popularidad y el cariño del público infantil fue el del entrañable Locomotoro en el programa Antena infantil, que luego sería Los Chiripitifláuticos, en el que participó hasta 1971. El papel de Locomotoro, singular maquinista ferroviario ataviado con  boina, fue especialmente popular entre el público infantil del momento. Este personaje, un poco locuaz, simpático con un punto de malicia, hizo populares frases como «Locomotoro, conductor de todo menos del codo», «Que se me mueven los mofletes», «e, te, cé». También se hizo famosa su forma de repartir, donde siempre salía ganando, o el inclinarse sin perder el equilibrio manteniendo ambos pies pegados al suelo. Tras dejar el programa, que continuó bajo el título de Los Chiripitifláuticos, la  cadena de televisión se encargó de difundir que el personaje había fallecido, pero gran parte de la audiencia televisiva asumió que había muerto el intérprete, provocando una leyenda urbana de la época. 
El actor apareció en un programa especial con motivo del 25 aniversario de TVE, y en varios programas más como Hablando se entiende la gente en 1991, Qué pasó con... en 1994, Cine de barrio 1999, etc.
En 1972 abandonó definitivamente el mundo de la interpretación para dedicarse a la construcción y promoción inmobiliaria, donde llegó a gestionar una empresa con más de treinta trabajadores que levantó buena parte de los barrios del sur de Madrid.
Tiene tres hijos, cinco nietos y nueve bisnietos. Reside, ya retirado de toda actividad, en Torrelodones (Madrid).

## Locomotoro
El personaje de Locomotoro, que siempre vestía de maquinista, llevaba un peto, camisa de cuadros y su inseparable gorrita o boinita colorada, pues no se decía roja por aquello de la época en que se emitía el programa; además daba igual, ya que como aún no había llegado el PAL todos veíamos la emisión en blanco y negro.
Locomotoro solía decir en sus actuaciones aquello de «¡¡¡Que se me mueven los mofletes!!!», o «¡Acércate, gordito; acércate más!»; esto mientras miraba hacia el objetivo y hacía señas a un supuesto amigo suyo imaginario que estuviera viendo la tele, al tiempo que la cámara hacía zoom sobre él acercando el plano. Asimismo, en el programa también realizaba una curiosa y característica pirueta, la torre de Pisa, consistente en inclinarse hacia adelante, aparentemente apoyado sólo en las punteras de sus zapatos y sin caerse de boca. Ese curioso "numerito" ya se pudo ver años antes, en una fugaz interpretación de Paquito Cano como extra en la ya citada película Esa pareja feliz, del binomio Berlanga-Bardem, protagonizada por Fernando Fernán Gómez.